# Robin Irvine
Robin Irvine (wym. [ˈrɒbɪn ˈɜːvaɪn], właśc. Leslie Robins Irvine; ur. 21 grudnia 1901 w Londynie, zm. 28 kwietnia 1933 na Bermudach) – brytyjski aktor filmowy i teatralny, należący do grona głównych aktorów scenicznych w angielskiej stolicy w pierwszej połowie lat 20. XX wieku. Na srebrnym ekranie występował w epoce kina niemego i na początku ery filmu dźwiękowego. Znany m.in. z ról u Alfreda Hitchcocka w dwóch wyreżyserowanych przezeń brytyjskich filmach – Na równi pochyłej (1927) i Łatwej cnocie (1928). Grał także w niemieckich produkcjach. Był dalece spokrewniony ze szkockim powieściopisarzem Robertem Louisem Stevensonem.

## Życiorys
Leslie Robins Irvine urodził się 21 grudnia 1901 w Londynie. Kształcił się w Aldenham School we wsi Elstree w hrabstwie Hertfordshire oraz w londyńskiej Mill Hill School. Na scenie debiutował 26 grudnia 1918 (Boxing Day) w sztuce My Lady Frayle jako kapitan D’Arcy, a od 1923 regularnie występował w Londynie, stając się jednym z głównych aktorów teatralnych angielskiej stolicy w latach 20. XX wieku. W 1925 rozpoczął karierę filmową. Do jego ważniejszych ról należały kreacje w niemych produkcjach Alfreda Hitchcocka – melodramacie Na równi pochyłej (1927) u boku Ivora Novello i w dramacie romantycznym Łatwa cnota (1928) z Isabel Jeans.
Inne istotne role stworzył w brytyjskim dramacie Young Woodley (1928, reż. Thomas Bentley; film nie został wydany, lecz w 1930 ukazała się jego dźwiękowa wersja z nową obsadą) i w komedii The Rising Generation (1928, reż. George Dewhurst, Harley Knoles). Występował również w niemieckich produkcjach, takich jak Okręt straceńców (1929, reż. Maurice Tourneur) i Mischievous Miss (1930, reż. Erich Schönfelder).
W święta Bożego Narodzenia 1930 zaręczył się z brytyjską aktorką Ursulą Jeans. Para pobrała się w sierpniu 1931 w urzędzie stanu w dzielnicy Marylebone. W tym samym roku został dyrektorem generalnym w St. George Film Productions, poświęcając się produkcji.

### Śmierć
W kwietniu 1933 Irvine przebywał wraz z żoną na wakacjach na Bermudach, po wizycie w Stanach Zjednoczonych. Aktor doznał dreszczy, które następnie szybko przerodziły się w zapalenie opłucnej. Zmarł 28 kwietnia w wieku 32 lat.

## Filmografia
Opracowano na podstawie materiału źródłowego:

- 1925: The Secret Kingdom – syn Quarraina
- 1927: Na równi pochyłej – Timothy „Tim” Wakeley, przyjaciel Roddy’ego
- 1927: Land of Hope and Glory – Ben Whiteford
- 1927: Confetti – Carlo
- 1928: Łatwa cnota – John Whittaker, drugi mąż Larity
- 1928: Palais de danse – Tony King
- 1928: The Rising Generation – George Breese
- 1928: Jedna noc w Londynie – Harry Erskine
- 1928: The Intruder – kochanek (film krótkometrażowy)
- 1928: Young Woodley – Woodley (film niewydany)[5]
- 1929: Come Back, All Is Forgiven – Rolf Irwisch
- 1929: Okręt straceńców – William T.W. Cheyne, młody amerykański doktor
- 1930: Mischievous Miss – Harry Spring
- 1930: Leave It to Me (film krótkometrażowy) – Larry
- 1931: Keepers of Youth – David Lake
- 1932: Above Rubies (film krótkometrażowy) – Philip